# 리 모레노 영
리 모레노 영(Lea Moreno Young, 1977년 11월 10일 ~ )은 미국의 배우, 텔레비전 배우, 영화배우이다.
미션비에호에서 태어났다.

## 영화
- 메리골드 (2007년)
- 디먼 헌터 (2005년) - 마리아 역
- 정글 보이 (1998년)